# 库车大寺
库车大寺（維吾爾語：كۇچا مەسچىتى‎），又称库车加满清真寺、克戈墩清真寺库车大寺、库车清真大寺，是位于中华人民共和国新疆维吾尔自治区阿克苏地区库车市的清真寺。是中华人民共和国第七批全国重点文物保护单位。截止2020年，库车大寺是新疆境内仅次于喀什市艾提尕尔清真寺的第二大清真寺，同时也拥有新疆境内唯一保存较好曾执行伊斯兰教法的宗教法庭遗址，也是新疆仅存的政教合一的产物。

## 历史
公元16世纪，黑山派的创派始祖伊斯哈克·瓦里在南疆喀什噶尔到库车一带传道。相传是他在1561年创建了库车大寺。清康熙七年（1668年）时库车大寺经历过一次扩建，此后几百年间进行了多次修缮工作。不过到了民国十四年（1925年），一场火灾使得库车大寺大殿的部分木质结构被烧毁。后库车大阿訇艾里木阿吉出资并在发生火灾当年的秋季重建库车大寺，清真寺于民国二十一年（1932年）竣工，清真寺基本达到了如今的规模。清真寺由艾麦力艾山喀什噶里设计，现存清真寺大殿、门楼及宗教法庭等建筑为此时修建。在1958年库车洪水发生时，因库车大寺所处位置地势较高，幸免被淹。文化大革命期间，库车大寺无人管理，遭到破坏。20世纪90年代，在库车大寺内有修建了伊斯兰经文学校、洗礼间、卫生间等建筑或设施。2002年到2003年，库车大寺被全面修缮。2003年，库车大寺被公布为第五批新疆维吾尔自治区文物保护单位。2013年，清真寺被中国国务院公布为第七批全国重点文物保护单位。

## 现状

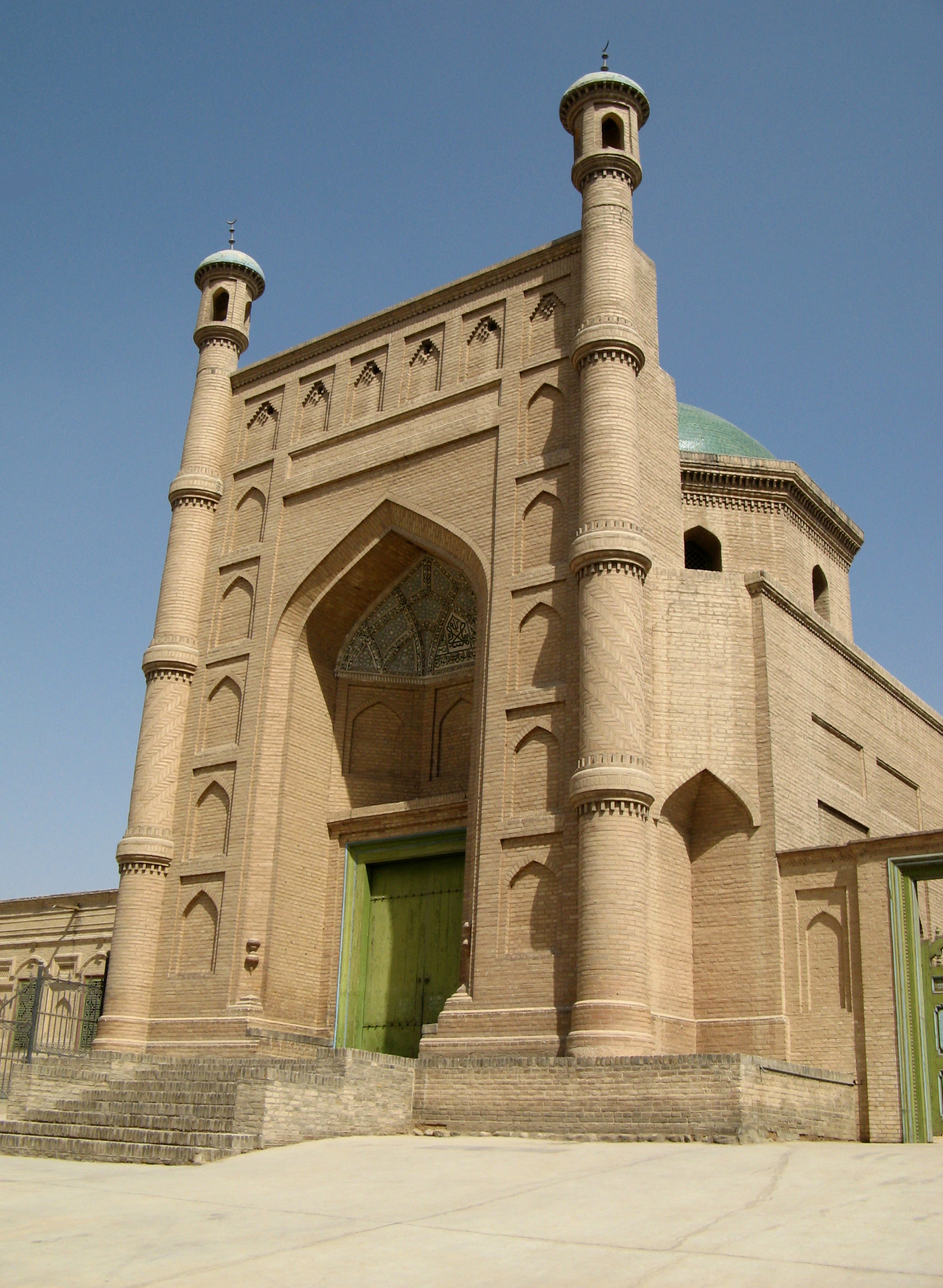
库车大寺门殿宣礼楼侧面，可以看到穹窿顶和拱形窗洞

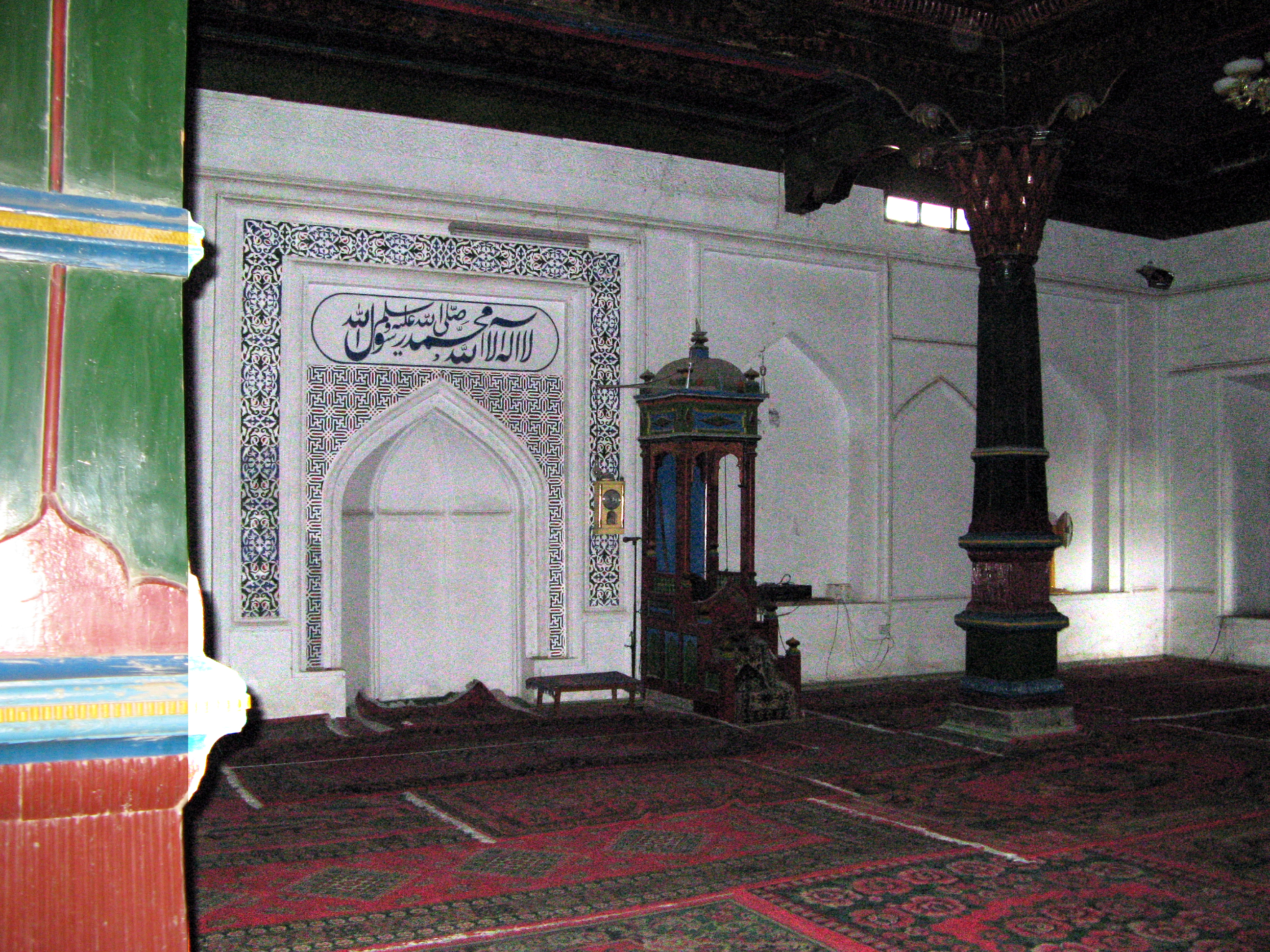
库车大寺内厅圣龛，也可以看到锥体柱

库车大寺位于中华人民共和国新疆维吾尔自治区阿克苏地区库车市热斯坦街道的一处名为克戈墩的高台之上，位于库车老城区的西北。东侧与库车河相隔大概100米，西侧400米左右为林基路烈士纪念馆。库车大寺占地面积14368平方米，在保护范围之外还有200米的建设控制地带。其中建筑面积3184平方米。库车大寺的主要建筑包括礼拜大殿、门楼、宗教法庭、伊斯兰经文学校、洗礼间等建筑。这些建筑围绕着主庭院，礼拜殿坐西向东，礼拜殿的南墙与门殿宣礼楼、宗教法庭相接。经文学校、洗礼间、卫生间则在庭院的东面和北面。
库车大寺的建筑主要由砖、石膏和桑木作为建筑材料。门殿宣礼楼为具有帖木儿文艺复兴时期建筑风格的砖砌结构建筑。门殿宣礼楼平面为方形，向上过度到八边形，再到十六边形，穹隅为三角突角拱和交叉拱的结构完成方圆的过渡，其穹窿顶跨度近7米，最高点超过15米，外铺绿色琉璃砖。其中穹窿顶的鼓座部位外观为八边形，室内则是十六边形。外侧八面均有拱形窗洞，窗洞间又有尺度大小相同的八面盲龛。米黄色的砖不仅堆砌成楼，还组成了各类图形。门殿宣礼楼南面和西面开有绿漆拱门，拱门周围装饰有16个拱券龛型。门殿宣礼楼的宣礼塔是分别立于门楼东南、西南、西北角的扶壁塔，高16米，塔顶有小亭。塔身有三个突出横向圆形的分节，塔身被装饰有不同花纹，塔顶为穹窿顶。拱门上半部的半穹顶处铺有石膏，其上书写有伊斯兰教经文并绘植物和几何图案。门楼入口为双向入口并设有三层旋梯，两个入口立面都是长方形，并在中央设置拱龛，从此可进入礼拜大殿。
礼拜大殿是进深大于面阔的纵向长方形，分为内厅和外厅。大殿外厅东西43米，南北40米，面阔九间，进深十二间，中轴对称，可容纳3000人同时礼拜。外厅外墙面有雕形不一的砖雕图案，其南墙砖雕图案达九种。外厅高6.5米，礼拜大殿为歇山顶，在正中有较大的抬梁式卷棚顶，是具有阿以旺特点的采光方式，西北和西南也有类似较小的天窗。顶部设计有以紫红色打底，用金色线条勾勒出的荷花、牡丹、梅花等植物图案以及祥云等几何图案。外厅三侧封闭，砖墙体厚0.9米。东侧由木格栅构成。其中层部分设置有拱形和木棂花窗，木棂窗的样子是交织而成的几何纹，每一节装饰都不相同，其上有腰线作为装饰。礼拜大殿由88根维吾尔式木柱支撑，木柱下垫有石盘，顶部为小密梁做法。柱形主要有两种，其一是表面刻有锯齿纹或花叶纹的八棱柱，其二是柱头大的锥体柱，锥体为弧形，棱线有波浪纹，上下弧面则有黑色和金色的彩绘。圣龛前三间被围成内厅，内厅东西进13米，南北超过19米，面阔三间，进深三间，内厅三面开侧窗，西墙开有两高侧窗。其中大殿内厅圣龛嵌入墙壁，四周石膏有雕花并环有植物图案及铭文的图案，外厅圣龛是圣龛状的门洞，宣谕台设置在外厅圣龛的左侧  。
库车大寺内的宗教法庭遗址位于库车大寺的东南侧，建筑面积近300平方米。其平面呈现“L”型，建筑主体为前后廊式的单层土木结构建筑。法庭遗址分为审判房和办公室两部分，共五件房。法庭遗址为密肋式平顶，并在肋木上铺设草席并铺有泥土。墙体为土坯砌筑，表面有灰泥抹面，内墙有壁龛。法庭遗址大门为砖拱门，并有石膏雕刻。在遗址内存放有处理案件的手稿、宗教法官的印章及处罚工具等文物。伊斯哈克·瓦里等人的麻札（墓）原设置于库车大寺之中，也是火灾前的建筑遗存，不过后来麻札从库车大寺中迁出。